# Nắng nóng Ấn Độ-Pakistan 2019
Kể từ cuối tháng 5 năm 2019, Ấn Độ và Pakistan đã phải đối mặt với một đợt nắng nóng nghiêm trọng. Nhiệt độ cao nhất xảy ra ở Churu, Rajasthan, lên tới 50,8 °C (123,4 °F), gần mức cao kỷ lục.
Do nhiệt độ nóng, hơn 184 người đã chết chỉ ở bang Bihar, với nhiều trường hợp tử vong được báo cáo ở các khu vực khác của đất nước này.
Sóng nhiệt đã trùng hợp với hạn hán khắc nghiệt và thiếu nước trên toàn quốc. Vào giữa tháng 6, các hồ chứa mà trước đây cung cấp cho Chennai đã cạn kiệt, khiến hàng triệu người không có nguồn nước đáng tin cậy. Cuộc khủng hoảng nước đã trở nên trầm trọng hơn bởi nhiệt độ cao, gây ra các cuộc biểu tình và đánh nhau khiến nhiều người dân bị giết, bị đâm và bị đánh.
Tính đến  ngày 12 tháng 6 năm 2019 sóng nhiệt đã kéo dài hơn 32 ngày, khiến nó trở thành đợt nắng nóng lần thứ hai dài nhất từng được ghi nhận. Ngoài ra, mức sử dụng điện cao nhất ở Delhi đạt 6.686 MW, phá vỡ mọi kỷ lục trước đó.

## Bối cảnh
Kể từ năm 2004, Ấn Độ đã trải qua 11 trong số 15 năm ấm nhất được ghi nhận. Tần suất và thời gian của sóng nhiệt ở Ấn Độ đã tăng lên và được dự đoán sẽ tiếp tục tăng cho đến năm 2064. Viện Khí tượng Nhiệt đới Ấn Độ đã xác định một số yếu tố là nguyên nhân có thể của việc này: "El Niño Modoki", đó là một El Niño bất thường nơi trung tâm Thái Bình Dương ấm hơn phần phía đông; và mất độ ẩm trong đất do thiếu cây dẫn đến thoát hơi nước ít hơn và truyền nhiệt nhiều hơn vào khí quyển.
Để đối phó với số người chết vì sóng nhiệt ngày càng tăng, chính phủ Ấn Độ đã bắt đầu thực hiện các biện pháp cứu sinh vào năm 2013. Ví dụ, tại Ahmedabad, "ngày học đã giảm, các chương trình làm việc của chính phủ đã nghỉ và nước miễn phí được phân phối ở các khu vực đông dân." Các khu vườn công cộng đã được mở vào ban ngày để mọi người có thể tìm kiếm bóng mát. Giáo sư sức khỏe cộng đồng Parthasarathi Ganguly ước tính đã giảm 800 người chết trong năm 2014 do các chính sách này.
Ở Ấn Độ, mùa gió và mưa thường bắt đầu vào ngày 1 tháng 6. Tuy nhiên vào năm 2019, gió mùa đã bị trì hoãn bảy ngày và bắt đầu vào ngày 8 tháng Sáu. Khi điều đó xảy ra, gió mùa đã tiến triển chậm và chỉ mang lại mưa cho 10 - 15% đất nước này vào ngày 19 tháng 6. Thông thường, hai phần ba đất nước sẽ có mưa gió mùa vào thời điểm này. Việc thiếu lượng mưa đã làm tăng cường điều kiện sóng nhiệt và dẫn đến tình trạng khan hiếm nước.

## Tác động
Nắng nóng đã gây ra nhiều trường hợp tử vong và mắc bệnh. Tính đến ngày 31 tháng 5 năm 2019, 8 trường hợp tử vong và 456 trường hợp mắc bệnh do nóng đã được báo cáo ở Maharashtra, ít nhất 17 trường hợp tử vong ở Telangana, và 3 trường hợp tử vong và 433 trường hợp say nắng ở Andhra Pradesh. Vào ngày 10 tháng 6 năm 2019, ba hành khách được tìm thấy đã chết trên một chuyến tàu khi đến Jhansi, rõ ràng là do sóng nhiệt. Một hành khách thứ tư đã được tìm thấy trong tình trạng nguy kịch và được đưa đến bệnh viện nơi họ chết vì quá nóng. Tại bang Bihar, số ca tử vong liên quan đến nhiệt lên tới 184 vào ngày 18 tháng 6 theo Al Jazeera, trong khi theo Zee News, số người chết là 139 vào ngày 19 tháng 6 năm 2019.
Nhiệt độ cao đã phá vỡ hoặc gần như phá vỡ kỷ lục ở các thành phố khác nhau trên khắp Ấn Độ. Tại một thời điểm, 11 trong số 15 nơi ấm nhất trên thế giới đều nằm ở quốc gia này. Vào ngày 2 tháng 6 năm 2019, thành phố Churu ghi nhận nhiệt độ chỉ cách hai phần mười độ C so với nhiệt độ cao nhất từ trước đến nay của đất nước, 51 °C (124 °F) trong đợt nắng nóng năm 2016. Vào ngày 9 tháng 6 năm 2019, Allahabad đạt 48,9 °C (120,0 °F), phá vỡ kỷ lục mọi thời đại trước đó của nó. Vào ngày 10 tháng 6 năm 2019, nhiệt độ ở Delhi đạt 48 °C, mức cao kỷ lục mới của thành phố này trong tháng 6.
Xung đột về tình trạng thiếu nước cũng đã xảy ra. Vào ngày 7 tháng 6, sáu người đã bị đâm tại Jharkhand trong một tranh chấp gần một tàu chở nước, và một người đàn ông đã thiệt mạng trong một cuộc chiến tương tự ở Tamil Nadu. Tại Madhya Pradesh vào ngày 5 tháng 6, một cuộc chiến về nước đã khiến hai người đàn ông bị "thương nặng", trong khi trong một cuộc chiến riêng biệt một ngày trước đó, một người lái xe chở nước đã bị "đánh đập". Đầu tháng 6, mười lăm con khỉ đã chết trong một khu rừng ở Madhya Pradesh, có thể là kết quả của đợt nắng nóng. Bác sĩ thú y Arun Mishra nói rằng điều này có thể đã xảy ra do một cuộc xung đột trên mặt nước với một nhóm lớn hơn gồm 30-35 con khỉ khác. Mishra nói rằng đây là "hiếm và lạ" vì động vật ăn thực vật thường không tham gia vào các cuộc xung đột như vậy.